# 先攻エクスタシー
『実演ツアー 先攻エクスタシー』（じつえんツアー せんこうエクスタシー）は、日本のシンガーソングライター椎名林檎が1999年4月に開催したライブツアー。

## 概要
アルバム『無罪モラトリアム』発売後に開催された椎名にとって初のライブツアー。これまでにも度々披露されていた未音源化曲「アイデンティティ」と「ギブス」が披露されているほか、「罪と罰」は本ツアーで新曲として初披露された楽曲。またコンサートの模様はスペースシャワーTVの特集番組などで一部放送されているほか、2013年11月に初回生産限定で発売されたBlu-ray Discのボックス・セット『LiVE』に5曲のみ抜粋され収録されているが、正式なソフト化には至っていない。

## セットリスト
1. ここでキスして。
2. シドと白昼夢
3. 正しい街
4. 茜さす 帰路照らされど･･･
5. すべりだい
6. 罪と罰
7. 警告
8. アイデンティティ
9. クレイジー・フォー・ユー（マドンナのカバー）
10. モルヒネ
11. 歌舞伎町の女王
12. 積木遊び
13. 幸福論（悦楽編）
14. 丸ノ内サディスティック
15. ギブス
（アンコール）
16. 同じ夜

## 公演日程
| 公演日        | 会場                         |
| ------------- | ---------------------------- |
| 1999年4月1日  | 福岡DRUM LOGOS               |
| 1999年4月2日  | 心斎橋CLUB QUATTRO           |
| 1999年4月4日  | 名古屋CLUB QUATTRO           |
| 1999年4月5日  | 金沢AZホール                 |
| 1999年4月9日  | 渋谷ClubQuattro              |
| 1999年4月10日 | 渋谷ClubQuattro              |
| 1999年4月18日 | 仙台BEEBベースメントシアター |

## バンドメンバー
虐待グリコゲン
- 声と電気式ギター：椎名林檎
- 電気式ギター：西川進
- 電気式ベース：亀田誠治
- シンセとキーボード：皆川真人
- 生ドラム：村石雅行